# نيكولاس إي. بيكر
نيكولاس إي. بيكر (بالإنجليزية: Nicholas E. Becker) هو سياسي أمريكي، ولد في 1842. حزبياً، نشط في الحزب الديمقراطي. وقد انتخب عضو جمعية ولاية ويسكونسن.